# أكرم خزام
أكرم خزام صحفي وإعلامي سوري من مواليد 2/8/1956 في حمص (سوريا)، صحفي اشتهر على الصعيد الإعلامي خلال المدة التي عمل فيها مراسلاً ومديراً لمكتب قناة الجزيرة في موسكو.
له تجربة إعلامية بدأت مع قناة الجزيرة، التي أقيل منها أو استقال على خلفية تصريحات له متعلقة بالإسلام إذ اعترف بكل أريحية بأنه إنسان ملحد ، لكن مصادر أخرى تشير أيضاً إلى أن إقالته أتت بعد لقاء بين الروس والمخابرات القطرية، عمل بعد ذلك مشرفاً في قناة روسيا اليوم، التقى فيما بعد بمسؤولين في قناة العربية لكنهم تراجعوا إثر ضغوط قطرية[بحاجة لمصدر] حسب بعض المصادر، انتقل بعد ذلك للعمل في قناة الشام السورية لكن عمله فيها لم يستمر بسبب خلافات، انتقل عقب ذلك إلى قناة الحرة.
ويشار إلى أن قناة الجزيرة عللت الإقالة بضرورات ضخ دماء جديدة، وأنها لم تقله وإنما أحالته إلى قسم إعداد البرامج الوثائقية، وعينت بدلاً منه عمرو عبد الحميد، بينما طالب هو بإدارة مكتب موسكو مع إعداد البرامج الوثائقية، و ربما يكون قد استقال.